# Yōsuke Mikami
Yōsuke Mikami (japanisch 三上 陽輔 Mikami Yōsuke; * 5. Mai 1992 in Hokkaido) ist ein japanischer Fußballspieler.

## Karriere
Mikami erlernte das Fußballspielen in der Jugendmannschaft von Consadole Sapporo. Seinen ersten Vertrag unterschrieb er 2010 bei Consadole Sapporo. Der Verein spielte in der zweithöchsten Liga des Landes, der J2 League. Am Ende der Saison 2011 stieg der Verein in die J1 League auf. Am Ende der Saison 2012 stieg der Verein wieder in die J2 League ab. Für den Verein absolvierte er 47 Ligaspiele. 2014 wechselte er zum Ligakonkurrenten Kataller Toyama. Am Ende der Saison 2014 stieg der Verein in die J3 League ab. 2017 wechselte er zum Ligakonkurrenten AC Nagano Parceiro. Für den Verein absolvierte er 73 Ligaspiele. 2020 wechselte er zum Ligakonkurrenten Blaublitz Akita. Mit Blaublitz feierte er 2020 die Meisterschaft der dritten Liga und den Aufstieg in die zweite Liga.

## Erfolge
Blaublitz Akita
- J3 League: 2020  ▲